# Romano (comes)
Romano (latino: Romanus; fl. 363-377) fu un comes Africae, coinvolto nella rivolta di Firmo.

## Biografia
Secondo le fonti antiche (Ammiano Marcellino e Zosimo) fu un amministratore estremamente corrotto e avido, ma con i contatti giusti nell'amministrazione imperiale che gli permettevano di non subire le conseguenze delle sue azioni.
Nel 363/364 fu nominato comes Africae. In quell'anno, le zone più orientali della sua provincia, nei dintorni della città di Leptis Magna, furono razziate dagli Austoriani, che travolsero le truppe locali; Romano non intervenne tempestivamente, e quando lo fece operò in maniera incompetente, tanto che le razzie continuarono e vi fu un tentativo abortito di assedio a Leptis. I cittadini della provincia denunciarono il fatto alla corte imperiale, ma la conseguente indagine durò diversi anni, in quanto Romano poteva contare sull'appoggio a corte di Remigio, un suo parente.
Romano fu un feroce persecutore dei Donatisti, una corrente cristiana che aveva largo consenso in Nord Africa, in particolare in Numidia, ma scarso a corte. Entrò anche in contrasto con le principali famiglie dell'aristocrazia romano-maura delle sue province.
Il suo comportamento intransigente causò una pericolosa ribellione. Nel 371 circa si schierò infatti a favore dell'aristocratico Zammac contro suo fratello Firmo; Firmo cercò di ottenere udienza alla corte imperiale, ma l'intervento di Remigio rese vano il tentativo, tanto che Firmo si ribellò proclamandosi imperatore (373). La ribellione fu forse motivata dalle estorsioni di Romano, il quale fu rimosso dall'incarico poco dopo l'inizio della rivolta ed arrestato. Tra le sue carte furono trovate prove di malversazioni a carico suo e del notarius Palladio; un'indagine effettuata in Africa settentrionale nel 377 da Esperio e Flaviano portò alla tortura di Cecilio, assessor di Romano, e alla sua confessione di aver aiutato il comes a ingannare l'imperatore, Valentiniano I, ma Romano e Cecilio portarono il giudizio a corte e, con l'aiuto di Merobaude riuscirono a scagionarsi.
Quando le sue conoscenze gli permisero di evitare ancora una volta un'indagine imperiale, un importante esponente di questa aristocrazia, Firmo, si ribellò e si proclamò imperatore, tanto che l'imperatore dovette mandare in Africa il magister militum Teodosio (373).